# بخش صفد
بخش صفد (به عبری: נפת צפת)(به عربی: قضاء صفد) یک بخش فرعی در اسرائیل است که در شمال این کشور و استان شمال واقع است. مرکز این بخش، شهر صفد است.